# Adolfo Fernández-Moreda
Adolfo Fernández-Moreda Martínez-Chacón (Alberite, 1890 - Logroño, 17 de agosto de 1936) fue un magistrado español. Era el presidente de la Audiencia Territorial de Barcelona y magistrado del Tribunal de Casación de Cataluña al estallar la Guerra Civil y fue ejecutado por los sublevados en agosto de 1936.

## Biografía
Fernández-Moreda nació en 1890 en Alberite, un pueblo de la provincia de Logroño cercano a la capital provincial. En 1913 ingresó por oposición en la carrera judicial. En abril de 1931 era juez de instrucción en Palma de Mallorca, y fue una de las personalidades locales que participó en la proclamación de la Segunda República en el balcón del ayuntamiento de Palma.
El 6 de octubre de 1934 era juez de guardia en Barcelona. Durante los sucesos que acompañaron a la proclamación del Estado catalán, un grupo de militantes armados de Estat Catalá asaltó el Palacio de Justicia de Barcelona. Fernández-Moreda ordenó al pelotón de guardias civiles que custodiaban el edificio que no opusiesen resistencia, para evitar un baño de sangre. Cuando los sublevados alcanzaron su despacho les conminó a que se retiraran, lo que hicieron cuando le reconocieron, constatando su fidelidad al régimen republicano. Sin embargo, fue procesado por la jurisdicción militar por "auxilio a la rebelión" y suspendido, aunque pocos meses después la causa fue sobreseída.
El 14 de marzo de 1936, poco después de restaurada la Generalidad de Cataluña, su presidente, Lluis Companys le nombró presidente de la Audiencia Territorial de Barcelona. Su nombramiento despertó los recelos del ámbito judicial debido a la relativa juventud del nuevo presidente de la audiencia, algo extremadamente inusual en la época. Sin embargo, Fernández-Moreda contaba con el respaldo de la Generalidad, como se demostró poco después. El 15 de junio de 1936 la Generalidad le nombró magistrado del Tribunal de Casación de Cataluña, eligiéndolo de entre las ternas propuestas por el propio tribunal para completar el cupo de magistrados del Tribunal de Casación.
Al producirse la sublevación de julio de 1936, Fernández-Moreda se encontraba disfrutando de las vacaciones en su Rioja natal. Toda la zona quedó inmediatamente en manos de los sublevados, y estos detuvieron al magistrado, el cual fue fusilado el 17 de agosto en el cementerio de Logroño junto con otras diez personas. Al enterarse de su asesinato, el presidente Companys declaró que "la sublevación militar y fascista (...) hizo una de sus víctimas. No lo condenó ni lo
juzgó, porque no podía imputársele ningún delito. Tuvo que conformarse con asesinarlo", y lo hicieron por su "lealtad a Cataluña y a sus instituciones (...) Se quiso matar a un hombre representativo de la Cataluña libre y autonómica; contra este hombre se dirigió el odio a todo lo catalán, que seguramente el fascismo centralista lo aumenta cuando se le manifiesta en el de un castellano". La Generalidad otorgó a su viuda una pensión vitalicia de 6.000 pesetas anuales.